# Lorenzo Ruggi
Lorenzo Ruggi (Bologna, 7 aprile 1883 – Bologna, 16 luglio 1972) è stato uno scrittore, saggista e commediografo italiano.

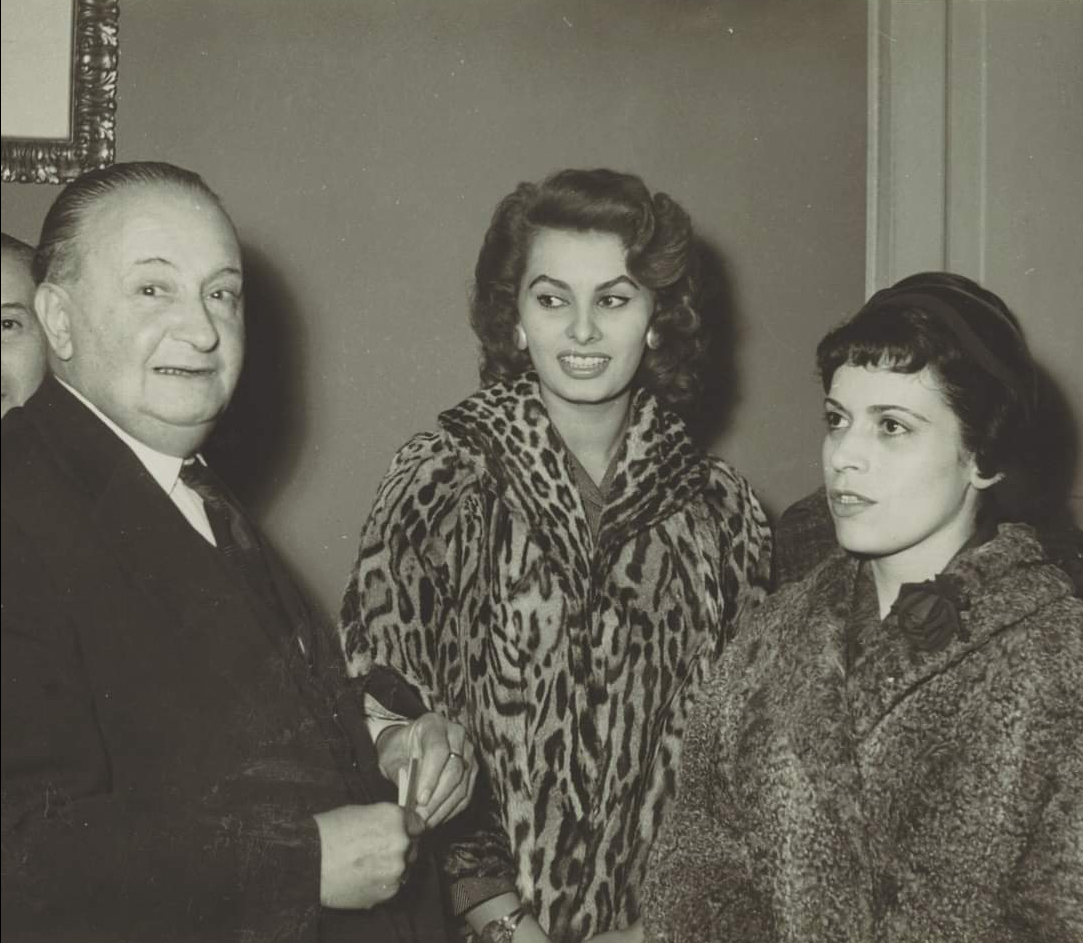
Lorenzo Ruggi durante una visita di Sophia Loren e Franca Valeri alla casa di riposo Lyda Borelli nel 1955 per la presentazione del film Il Segno di Venere.

Commediografo e avvocato originario di Bologna fondò nel 1921 il Teatro sperimentale italiano di Bologna nel 1946, insieme a Sem Benelli e altri.
La sua carriera ha avuto inizio in giovane età con opere come "Vittime del passato" nel 1904, "Sotto il giogo" nel 1905, "Cravatta nera" nel 1906 e "La figlia" nel 1913, tutte messe in scena dalla compagnia di Ermete Zacconi.
Nel 1921, Ruggi fondando il Teatro italiano sperimentale a Bologna, ha dato opportunità a numerosi autori ed attori emergenti. Ha occupato a lungo la carica di presidente della Famèja Bulgnèisa.
Fu ideatore della Casa di Riposo "Lyda Borelli" assieme ad Adolfo Re Riccardi, rinomato impresario teatrale per artisti drammatici. Inoltre, ha sostenuto attivamente la costruzione del teatro delle Celebrazioni accanto alla Casa di Riposo, che è stato destinato ad ospitare grandi compagnie internazionali.
Scrisse saggi teatrali fra i quali si ricorda: Il teatro di oggi e quello di domani (1955).
La sua opera più conosciuta è Mezzalana (1919), rappresentata con un discreto successo.

## Romanzi
- Acquasola. Commedia senza teatro, Vallecchi, 1936
- La Madonna del gatto nero, Sonzogno, 1938
- Il romanzo delia neve, Cappelli, 1940

## Teatro
- Vittime del passato, 3 atti (1904, compagnia Ermete Zacconi)
- Sotto il giogo (1905, compagnia Teresa Mariani)
- Cravatta nera, 1 atto (1906, compagnia Ermete Zacconi)
- A vita, 1 atto (1910)
- La figlia, 3 atti (1913, compagnia Virgilio Talli)
- Il cuore e il mondo, 3 atti (1915, compagnia Ermete Zacconi)
- Prometeo, 4 atti (1917)
- Mezzalana, 3 atti (1919)
- Occhio di pollo, 3 atti (1931)